# Twyfelfontein
Twyfelfontein (littéralement la source du doute), ou /Ui-//aes, est un site archéologique de Namibie, inscrit en 2007 sur la liste du patrimoine mondial de l'UNESCO.
C'est une concentration importante de pétroglyphes, avec près de 3 000 figures répertoriées. Le site consiste en une vallée flanquée par des montagnes de grès, qui reçoivent très peu de précipitations et disposent d'une vaste gamme de températures diurnes. Il se situe dans la Kunene, dans le nord-ouest de la Namibie.
Le site est habité depuis au moins 6 000 ans, d'abord par des chasseurs-cueilleurs et plus tard par des éleveurs, les Khoïkhoïs (ou San). Ces deux groupes ethniques ont utilisé cet endroit comme lieu de culte pour mener des rites chamaniques. Pour le déroulement de ces rituels, plus de 2 500 gravures rupestres ont été créées. C'est une des plus grandes concentrations d'art rupestre d'Afrique. L'UNESCO a admis Twyfelfontein comme premier site du Patrimoine mondial en Namibie.

## Localisation
Twyfelfontein se trouve dans la vallée du Huab (de), dans la formation du mont Etjo (de), dans la région de Kunene, en Namibie. La région est connue sous le nom de Damaraland. La zone où se trouvent les pétroglyphes est une vallée flanquée par des montagnes de grès. Une source, ce qui est très rare dans cette région aride, se trouve dans cette vallée.
Le site se trouve dans une zone intermédiaire entre un désert et une savane. Le site reçoit moins de 150 mm de pluie par an. Le jour, les températures varient de 10 à 28 °C en hiver et de 21 à 35 °C en été.
Twyfelfontein se situe à 20 km au sud de la route C39 qui relie Sesfontein à Khorixas. Il est connecté au district par la route D3214.

## Chronologie
La vallée de Twyfelfontein a été habitée par des chasseurs-cueilleurs de la culture Wilton, il y a environ 6 000 ans. Ce sont probablement eux qui ont réalisé la plupart des gravures et toutes les peintures.
Il y a environ 2 500 ans, les Khoïkhoïs, un groupe ethnique khoïsan, ont occupé la vallée qui est maintenant connue sous le nom Damara/Nama de ǀUi-ǁAis (littéralement les points d'eau hésitants). Les Khoikhois ont aussi réalisé des gravures qui sont clairement distinguables des gravures plus anciennes.

## Historique

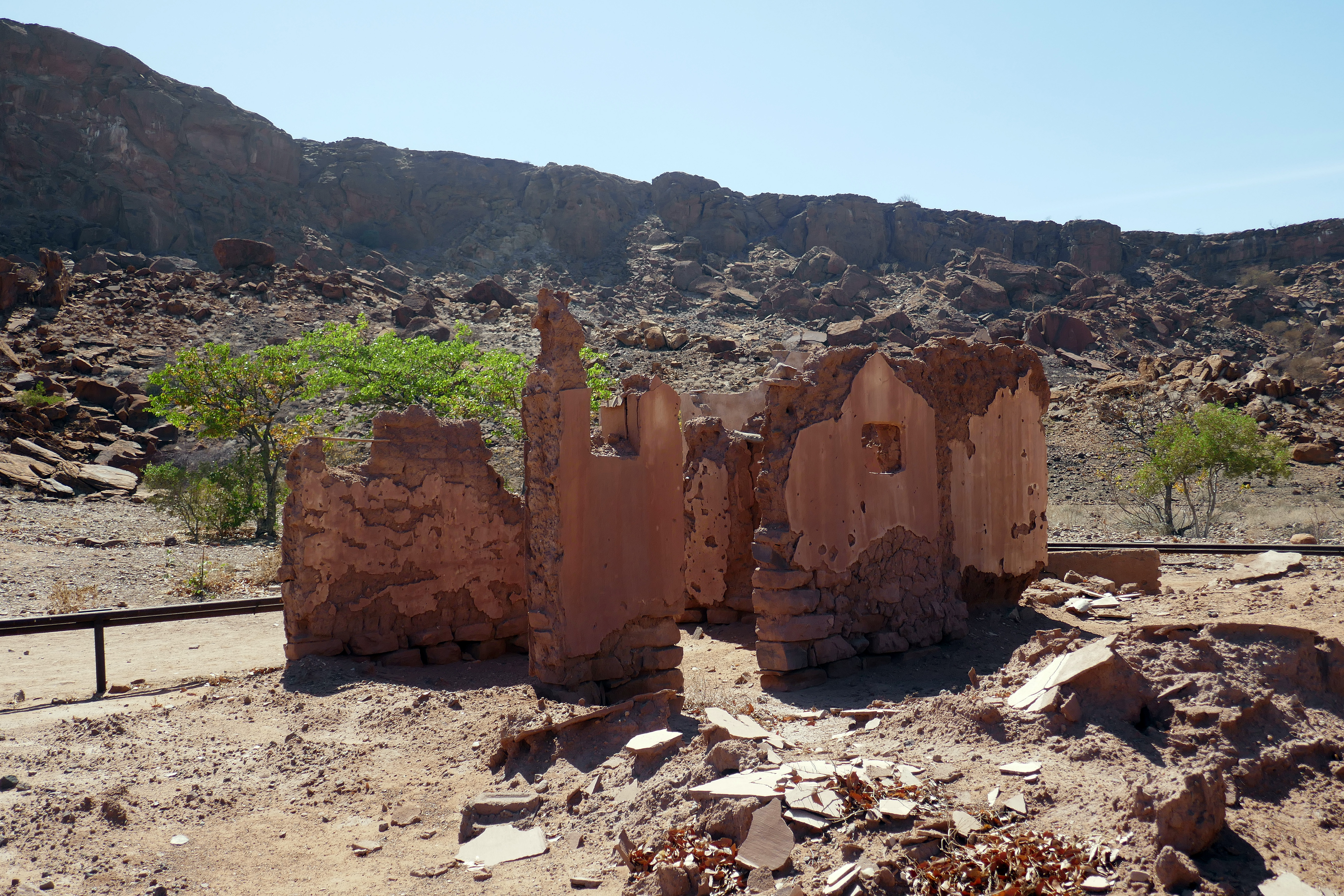
Vestiges de la maison de David Levin

Le site n'a pas été habité par les Européens avant la fin de la Seconde Guerre mondiale, quand une sévère sécheresse a forcé les fermiers blancs (Boers) à s'y installer. Des fermes leur ont été procurées par le gouvernement pro-apartheid. Elles faisaient partie du plan Odendaal. Puis plus tard, elles ont fait partie du Bantoustan du Damaraland. Les colons blancs ont quitté la vallée en 1965.
Le topographe Reinhard Maack, qui a aussi découvert la Dame Blanche, une peinture rupestre du massif du Brandberg, a noté la présence de pétroglyphes dans la région en 1921. Des recherches approfondies ont été menées seulement après que David Levin, qui a étudié la possibilité de faire de l'agriculture dans cette zone, a redécouvert la source. Il s'est battu pour extraire assez d'eau de cette source afin de subvenir aux besoins de sa famille et de son troupeau. Il devint lentement obsédé par ses doutes à propos de la capacité en eau de la source. Un de ses amis a même commencé à l'appeler en plaisantant David Twyfelfontein (David doute-de-la-source). En 1948, quand Levin a acheté le terrain et a enregistré sa ferme, il lui a donné le nom de Twyfelfontein en référence à cette plaisanterie.
En 1950, Ernst Rudolf Scherz a mené des recherches sur l'art rupestre du site, il a décrit plus de 2 500 pétroglyphes sur 212 pierres de grès. On estime aujourd'hui à plus de 5 000 le nombre de pétroglyphes.

Environnement naturel
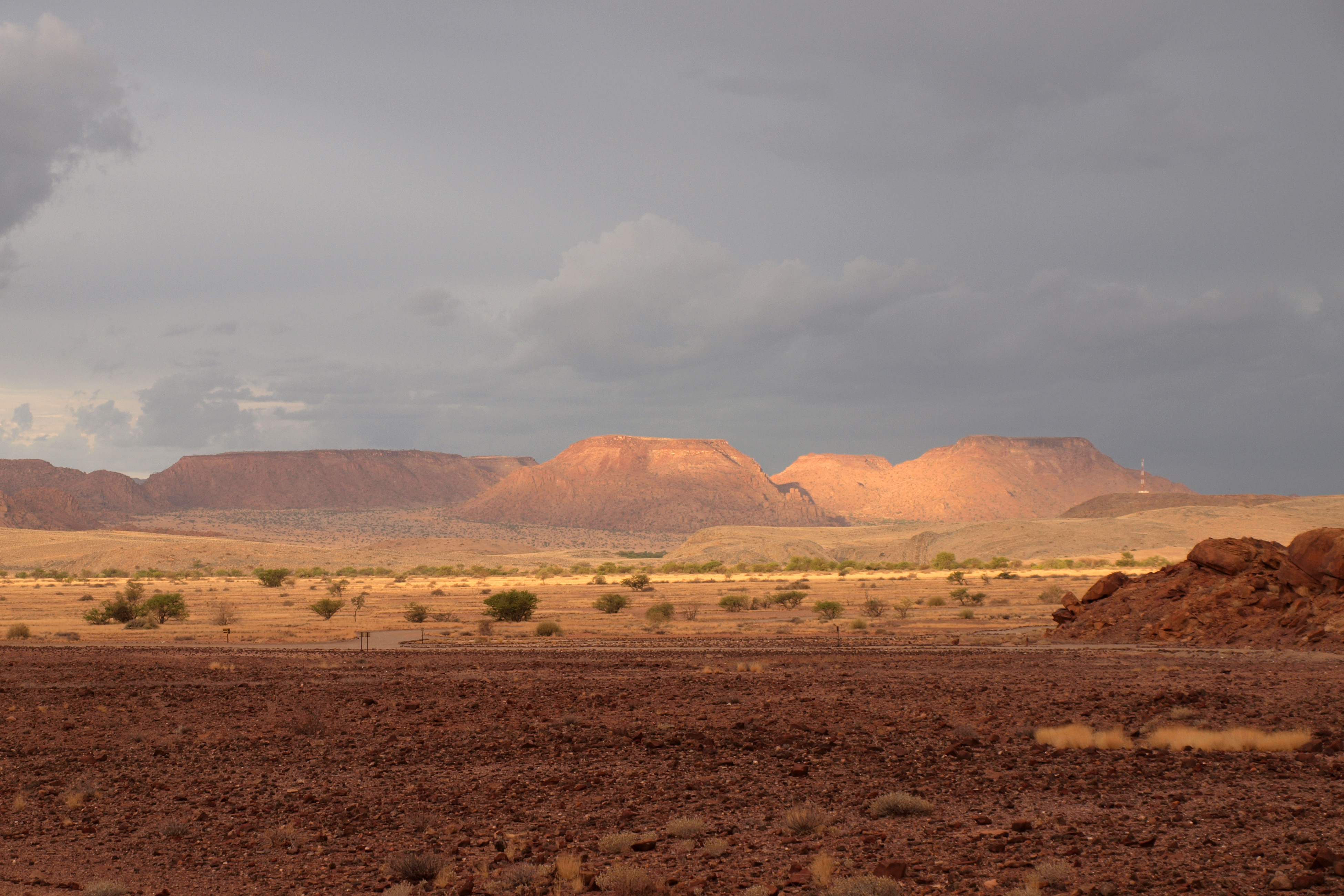
Vue générale
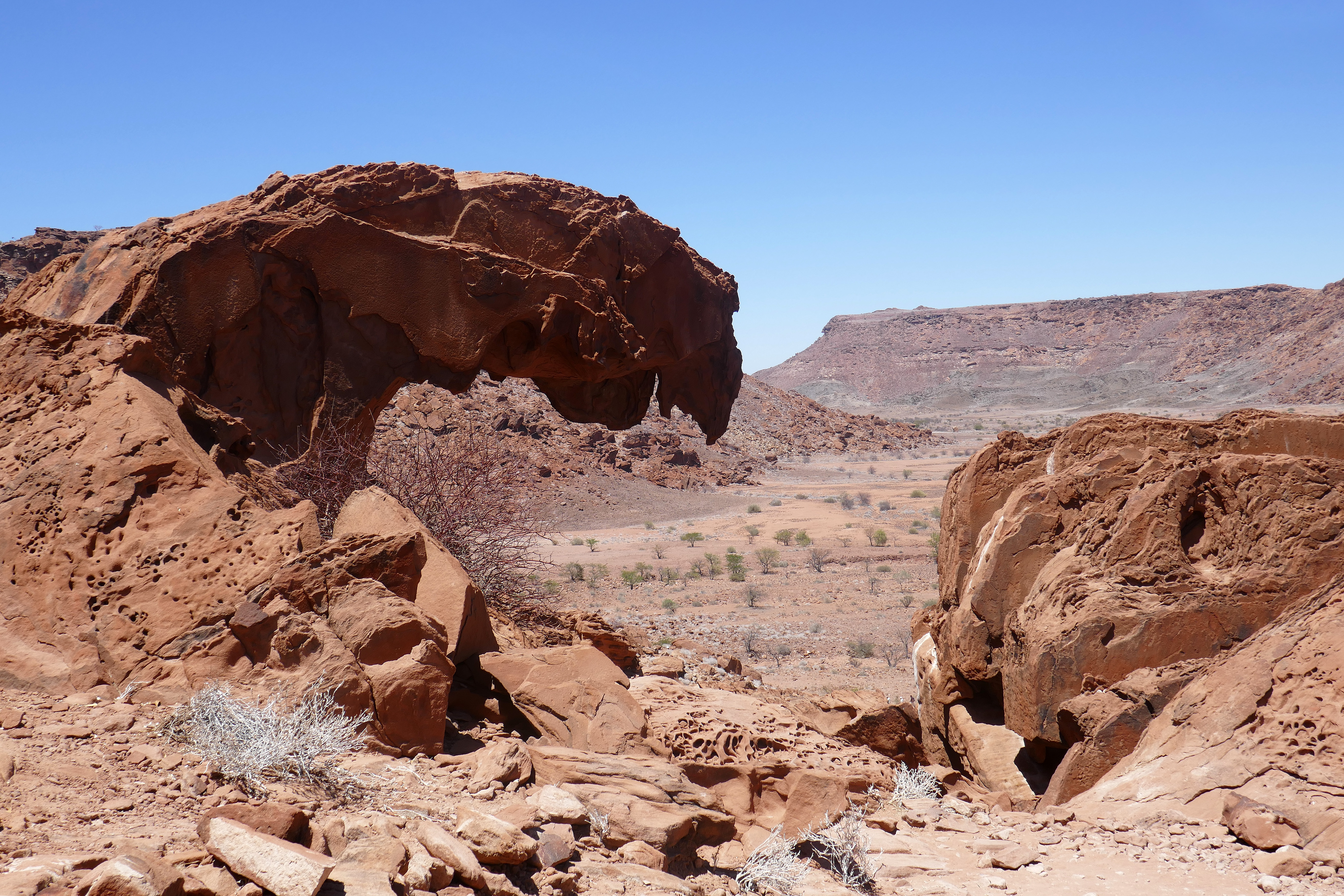
La « bouche du lion »
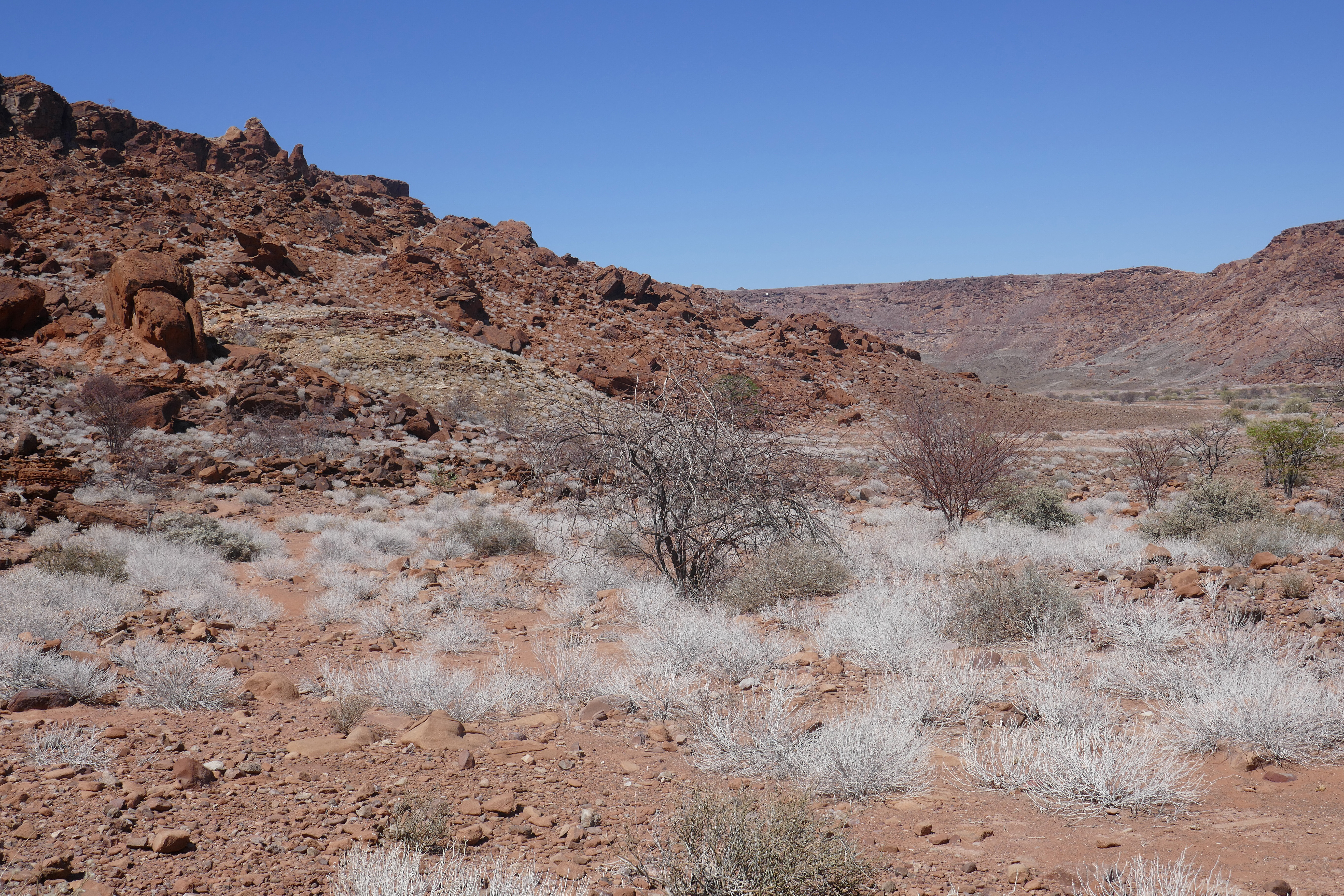
Tapis de Petalidium variabile
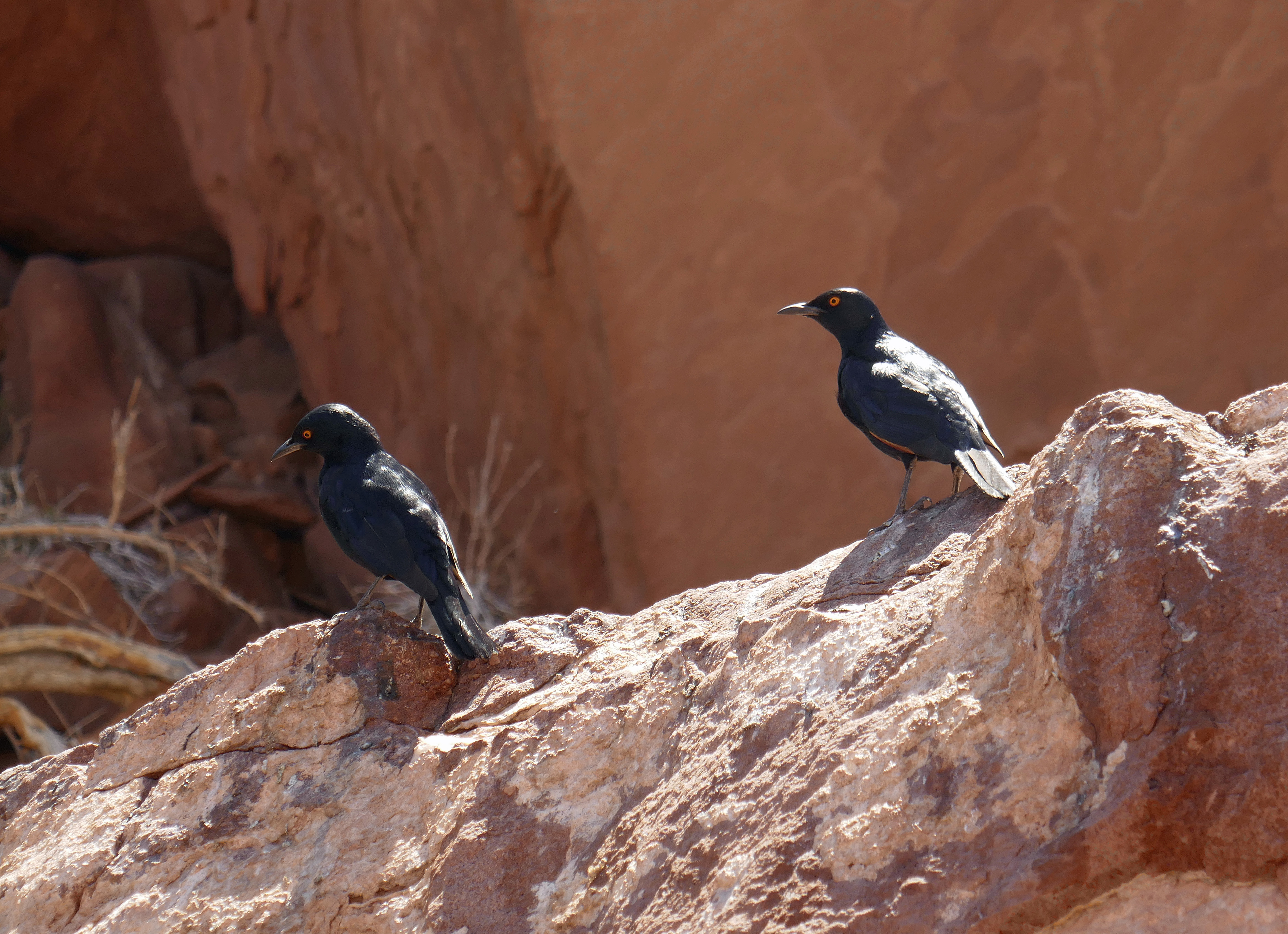
Rufipenne nabouroup
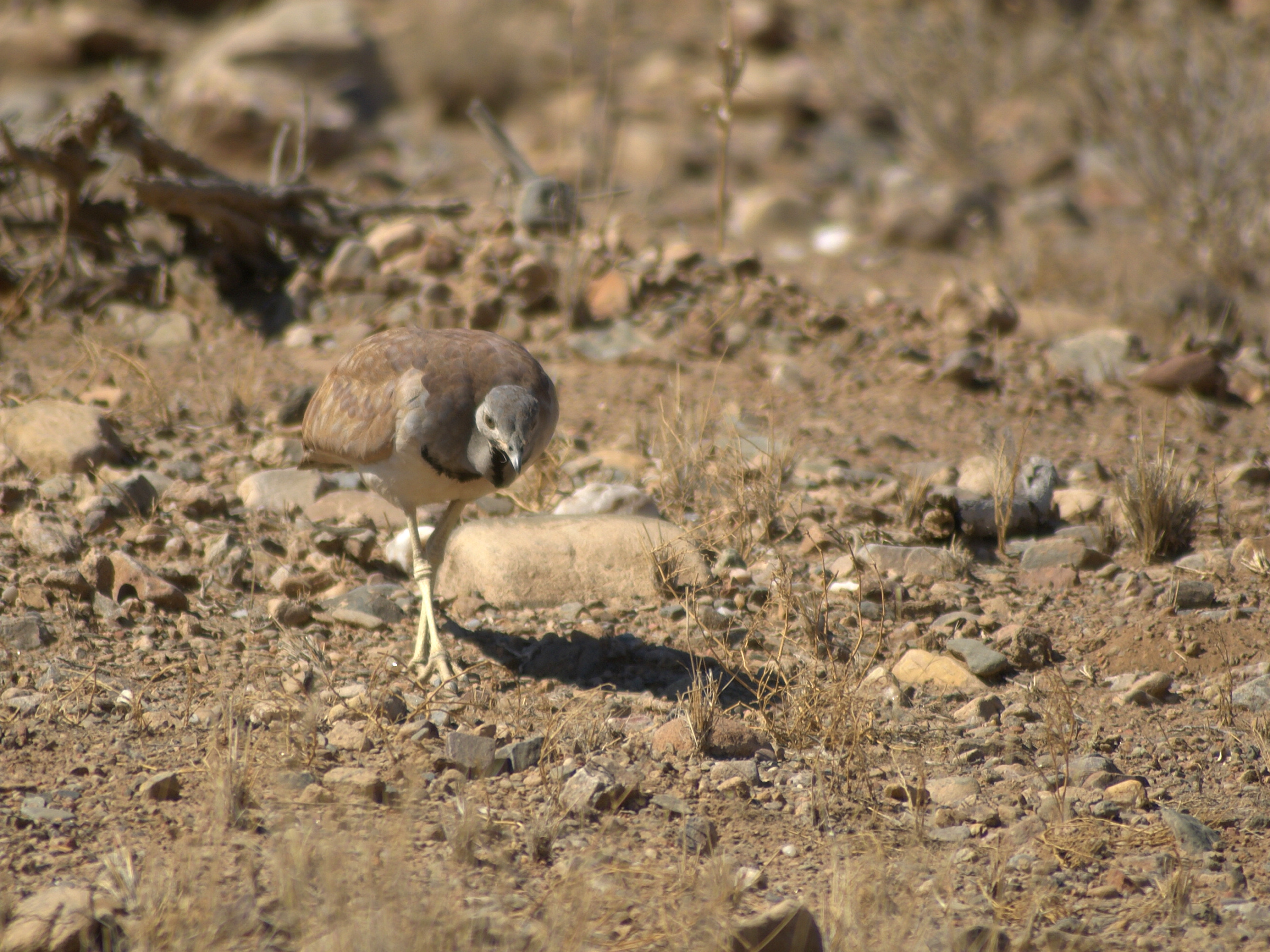
Outarde de Rüppell

## Archéologie
Le nom archéologique du site est Twyfelfontein 534. Il est divisé en 15 autres sites plus petits, tels que les a classés Ernst Scherz en 1975. Les objets retrouvés sur le site incluent des outils en pierre, dont la plupart sont faits en quartzite. Le type et la forme de ces outils indiquent qu'ils ont été utilisés non seulement sur de la pierre mais aussi sur du bois ou pour travailler le cuir. On a aussi retrouvé des pendentifs faits avec des fragments d'œufs d'autruche. Du charbon de bois, des fragments d'os et des poteries non décorées ont aussi été mises au jour. La poterie aurait été produite par les premiers fermiers à s'être installés ici, avant les dessins rupestres.
La valeur archéologique du site ne peut pas être comparée avec son importante collection d'art rupestre. Les trouvailles confirment l'origine chamanique des gravures, car la nourriture trouvée sur le site provient d'antilopes, de damans de rocher et de lézards, et non pas des animaux dessinés sur les rochers.

Gravures rupestres
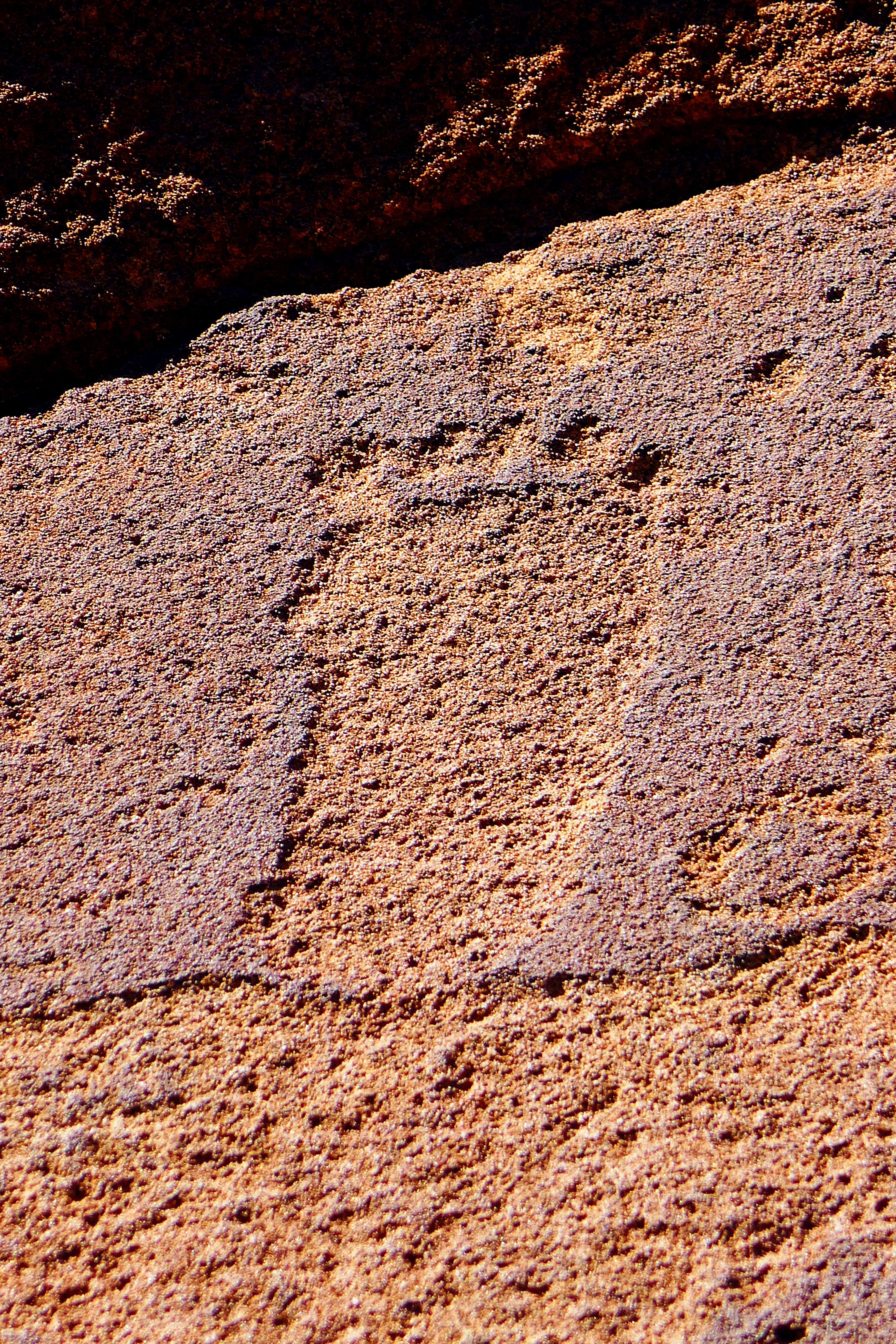
Empreinte humaine
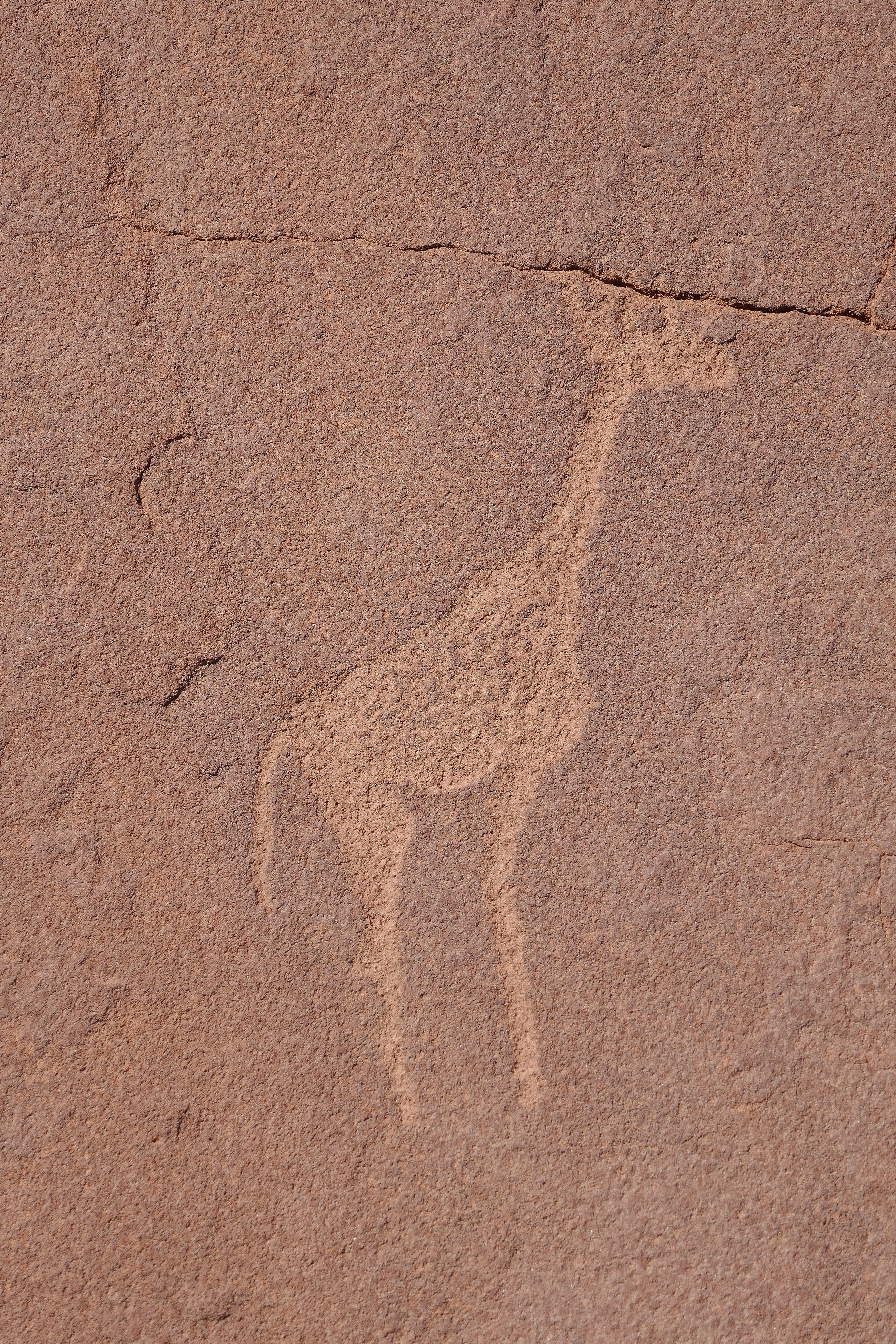
Girafe
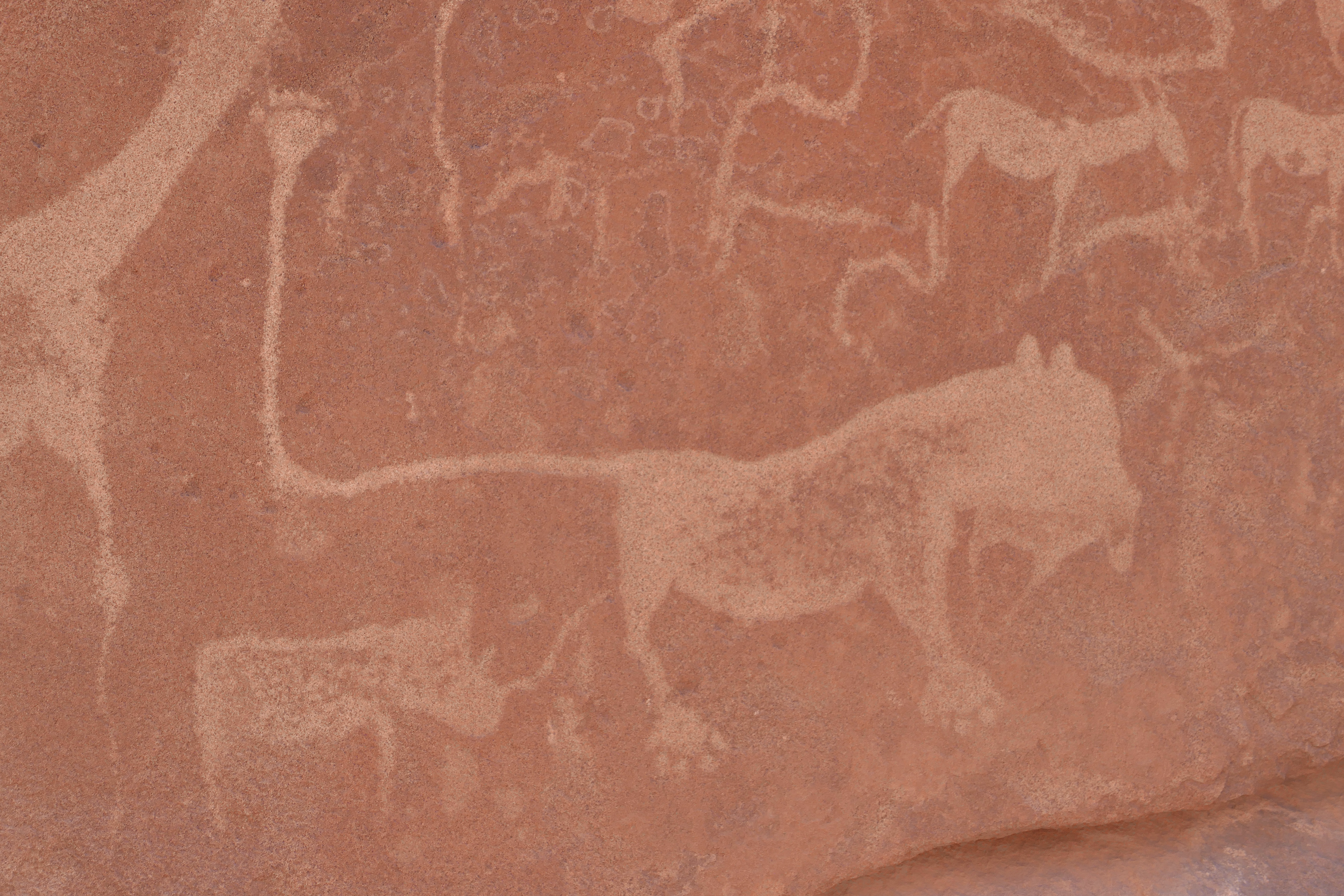
Lion
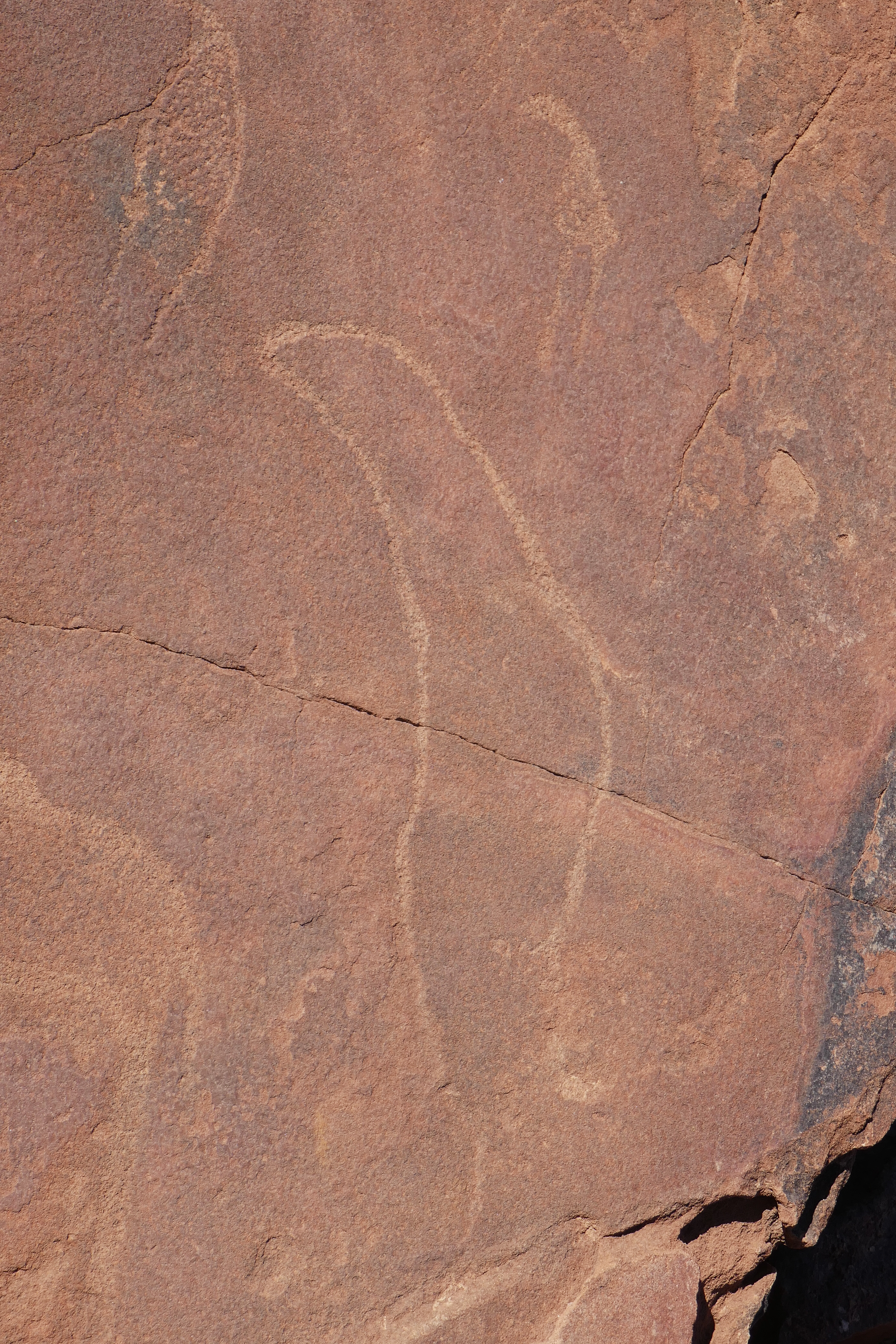
Otarie
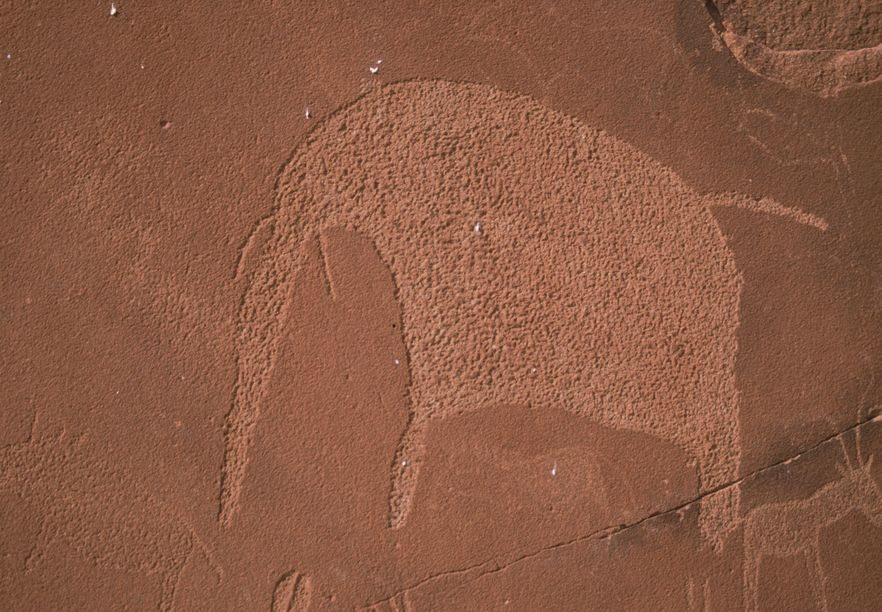
Éléphant
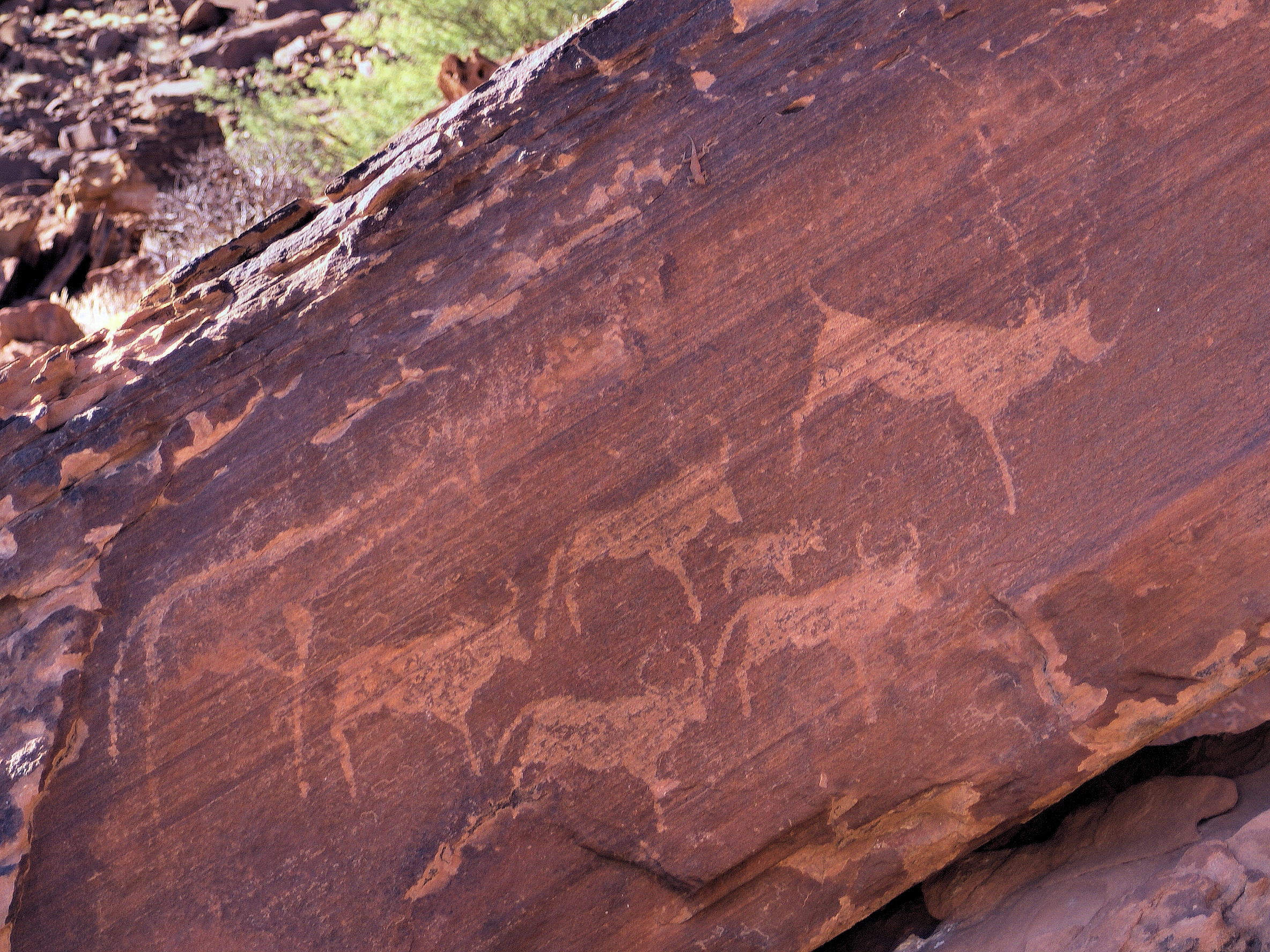
Gnous

Peintures rupestres
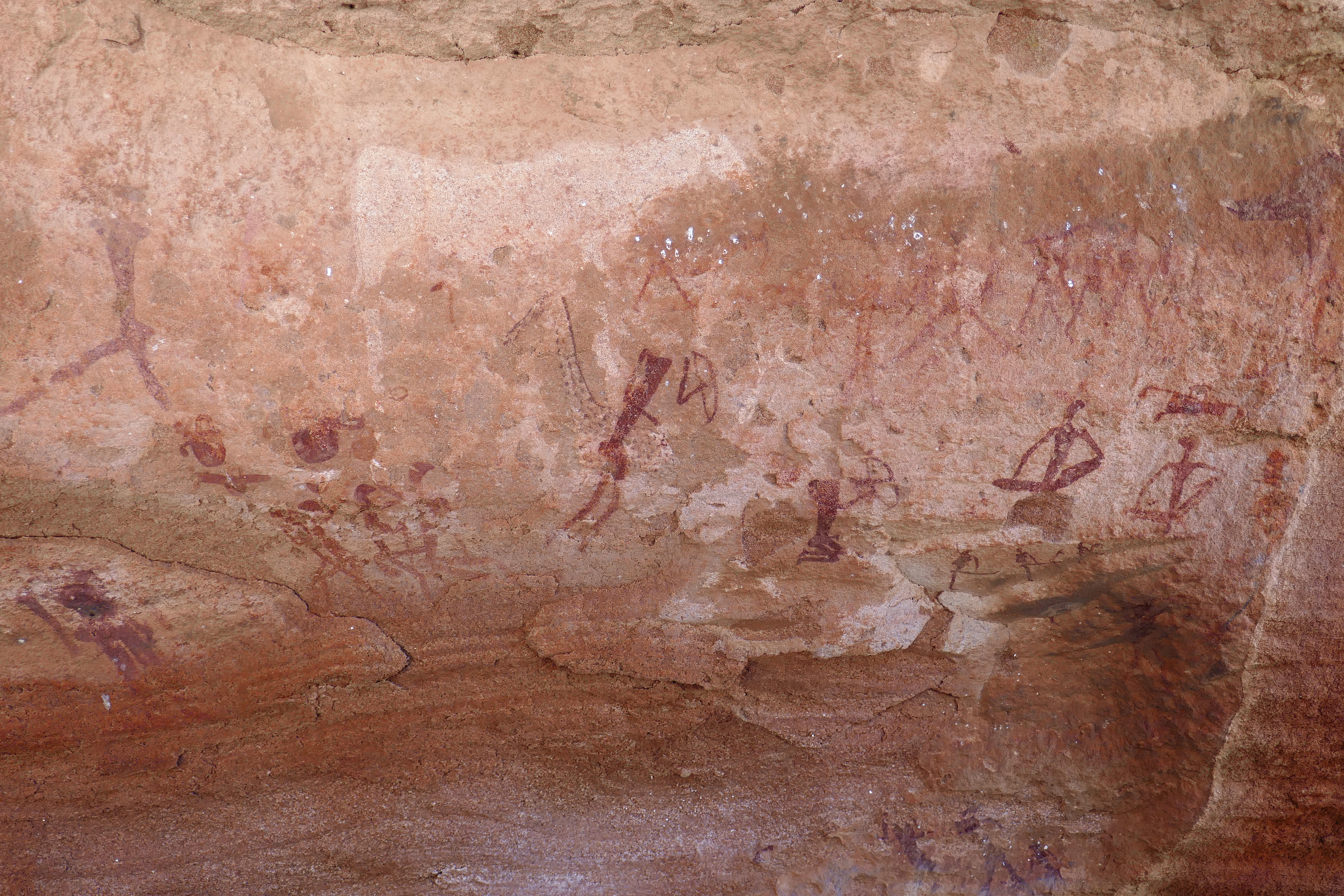
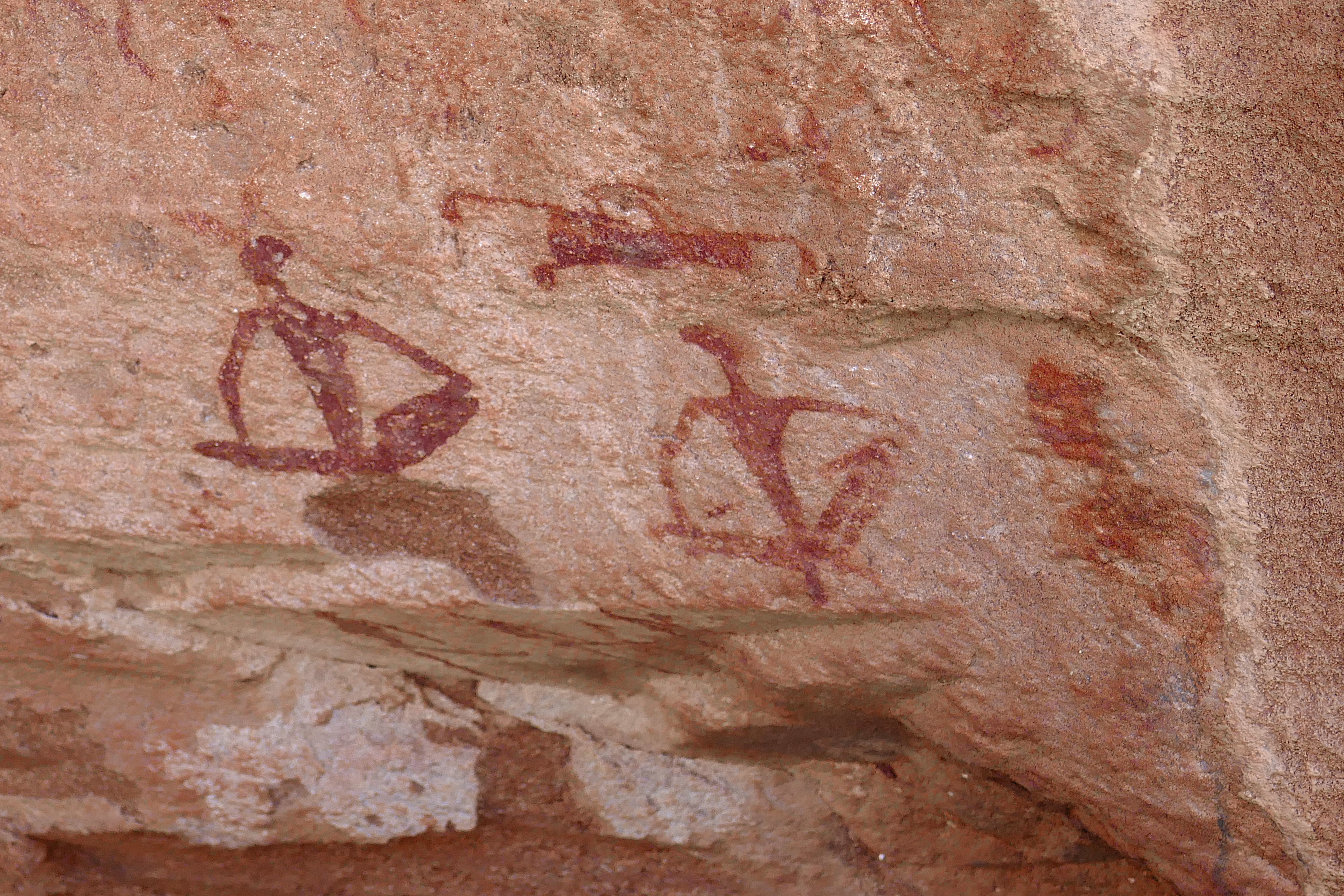
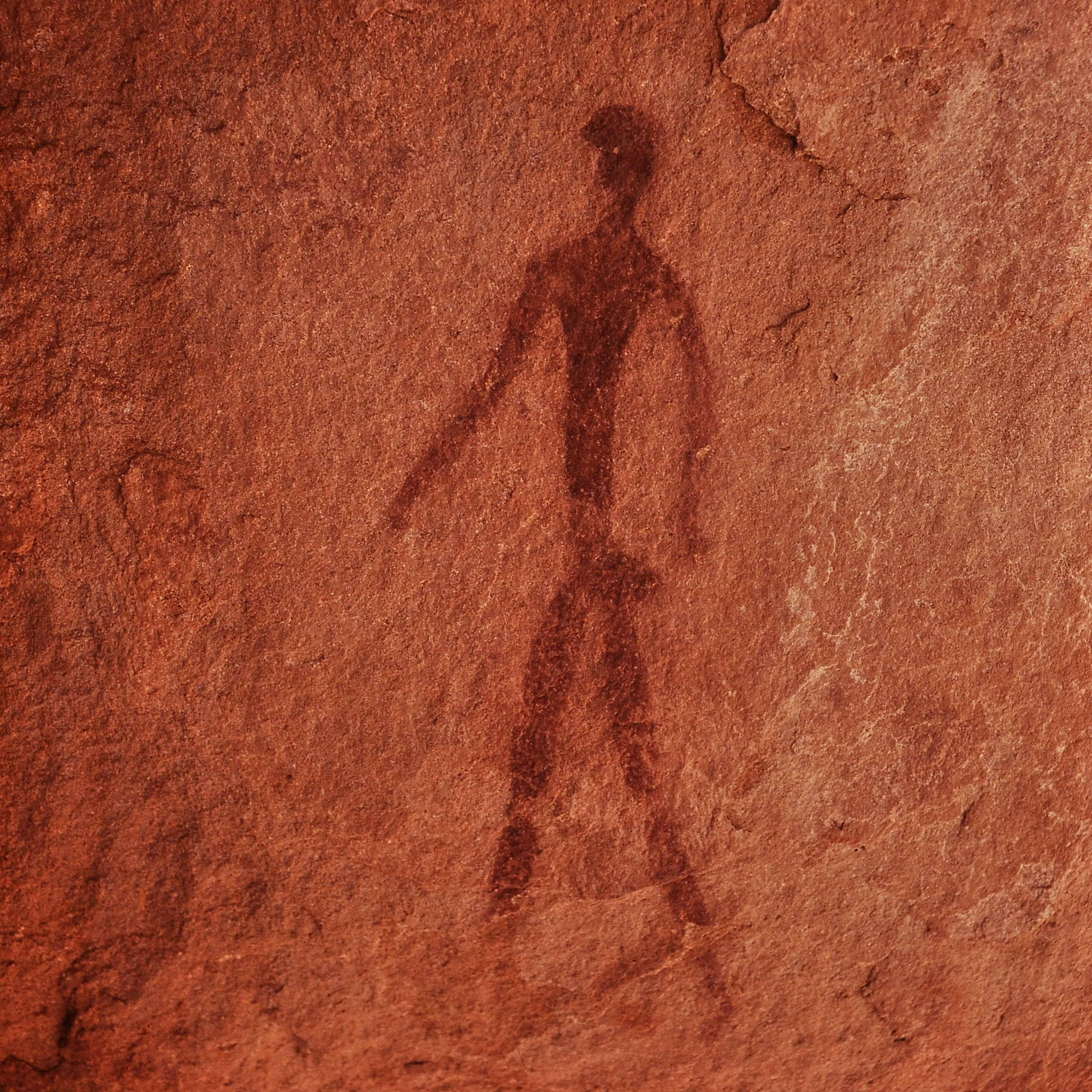

## Protection du site
Le 15 août 1952, le site a été déclaré Monument National par le gouvernement du Sud-Ouest Africain. Mais le site n'a pas été protégé avant 1986, date où tout le site a été déclaré réserve naturelle. À cause de cette protection tardive, beaucoup de pétroglyphes ont été endommagés ou déplacés. Des visiteurs ont aussi laissé leurs propres graffitis sur les blocs de pierre.
Sous le gouvernement namibien, le site est protégé grâce à la Section 54 du National Heritage Act. En 2007, l'UNESCO a inscrit Twyfelfontein, le premier site namibien, au patrimoine de l'humanité comme l'une des plus grandes concentrations de pétroglyphes d'Afrique.

## Tourisme

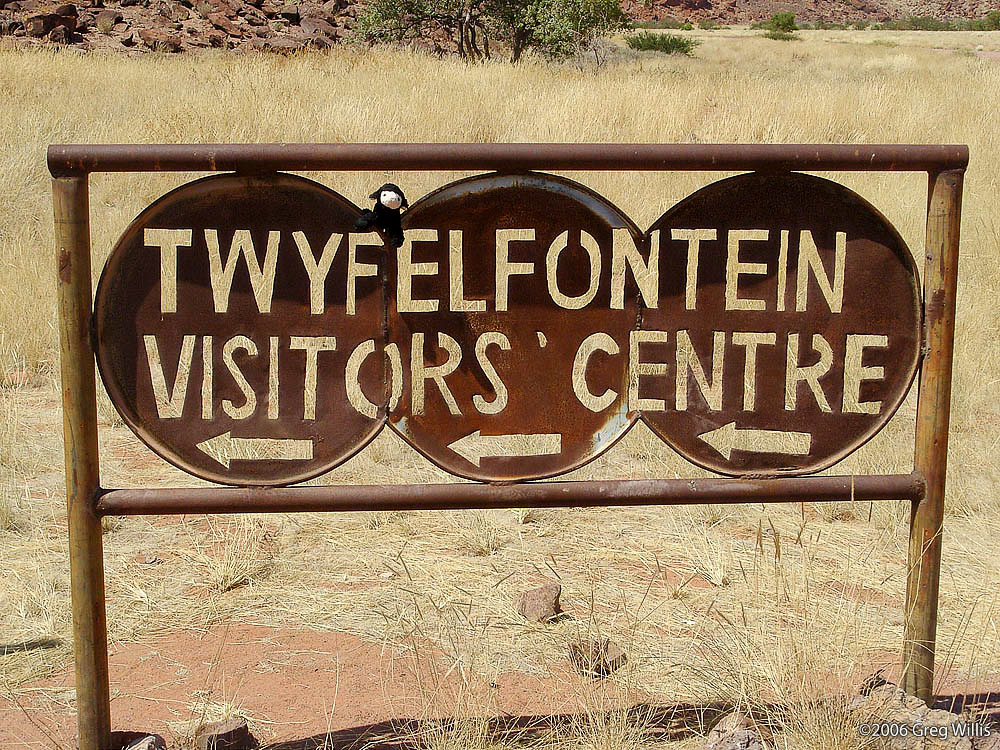
Visitors' Centre
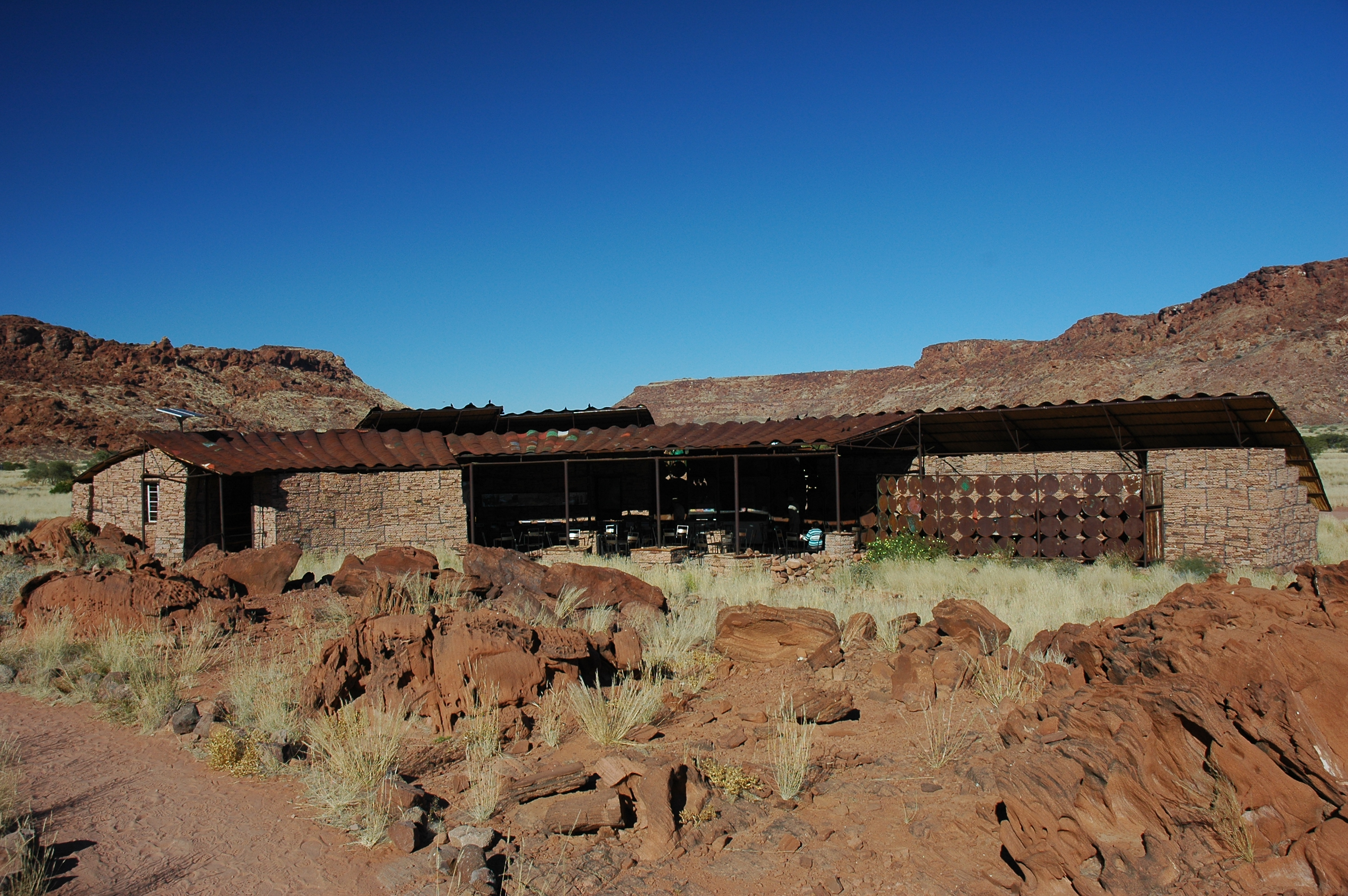
Infrastructures
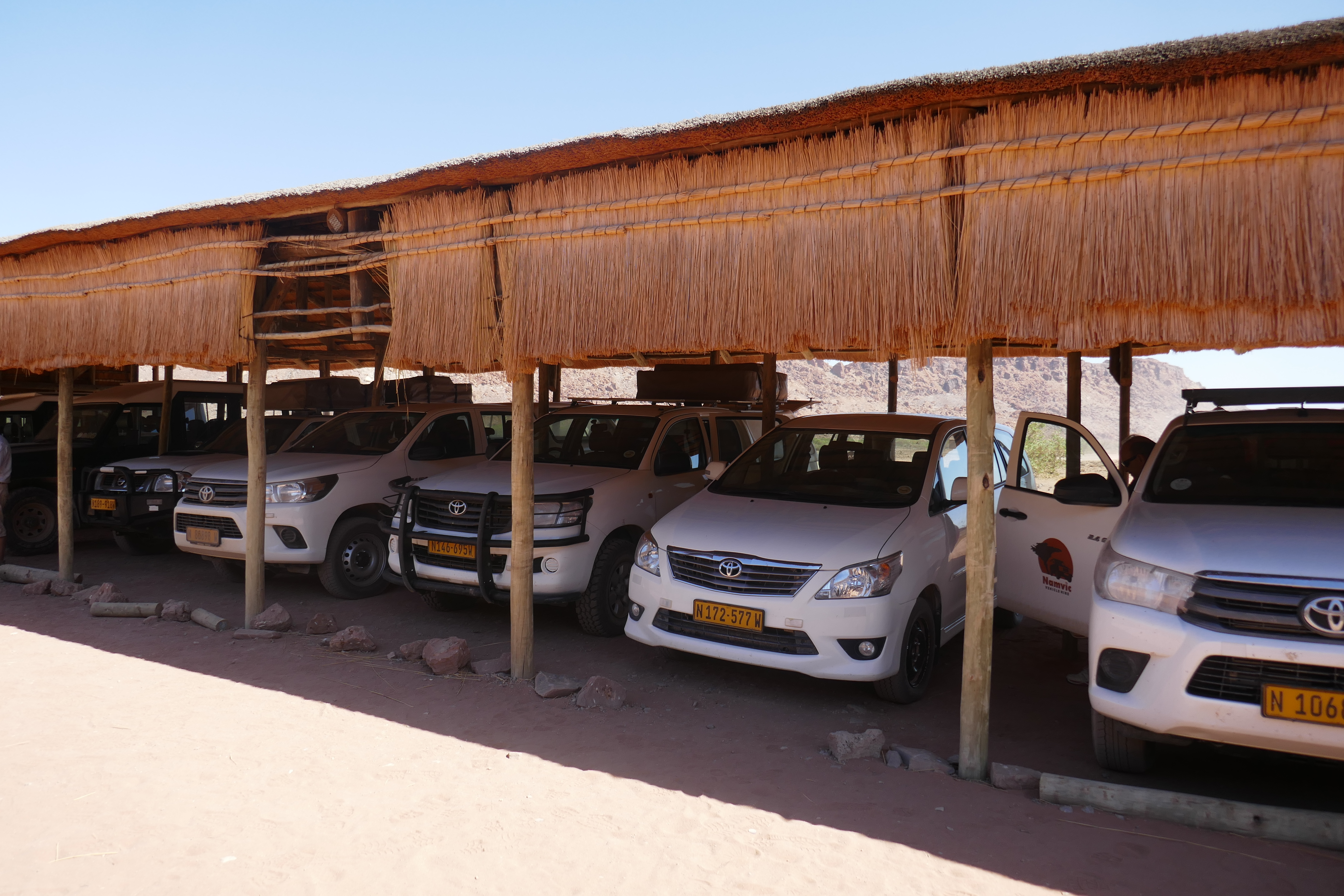
Parking ombragé
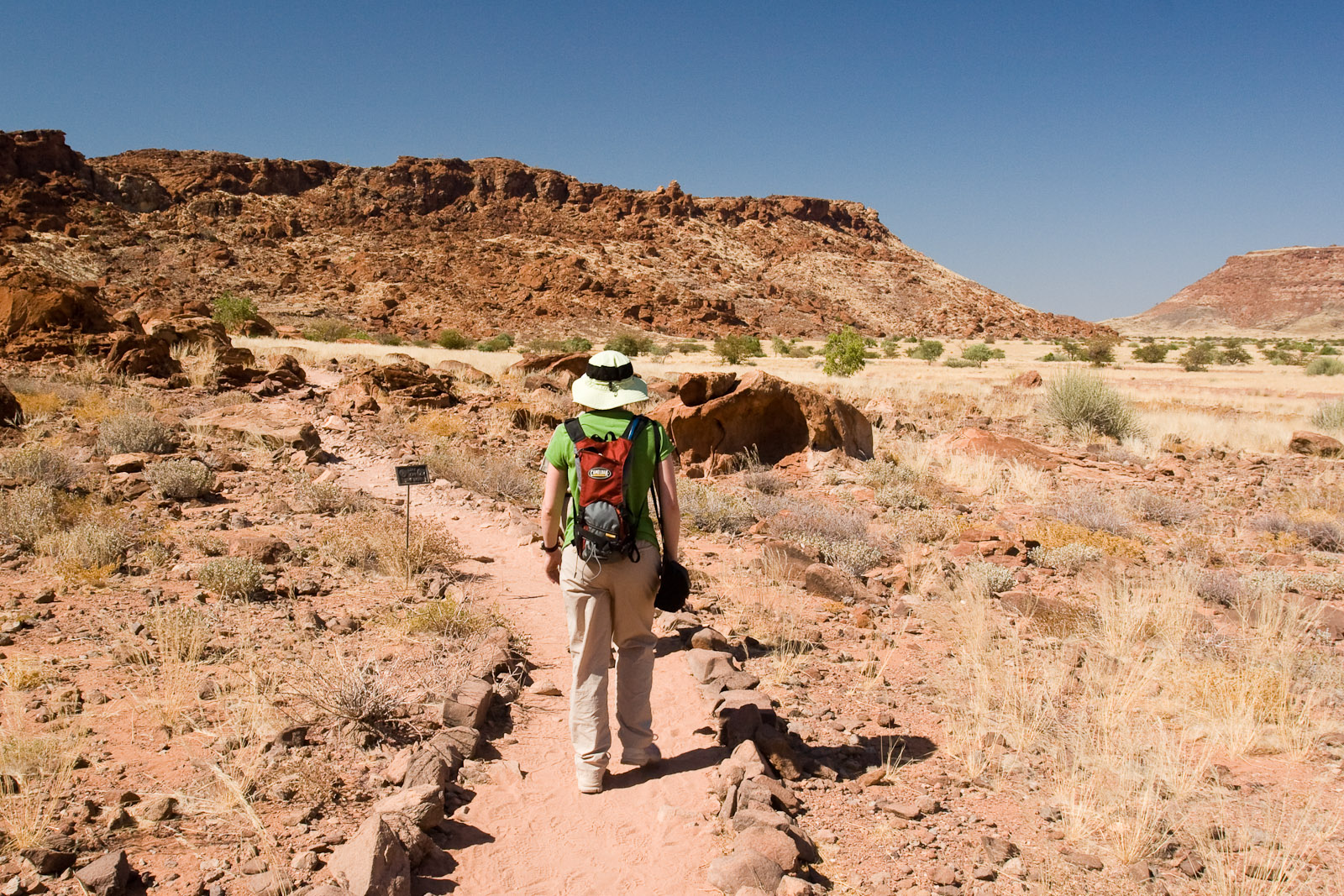
Sentier de découverte
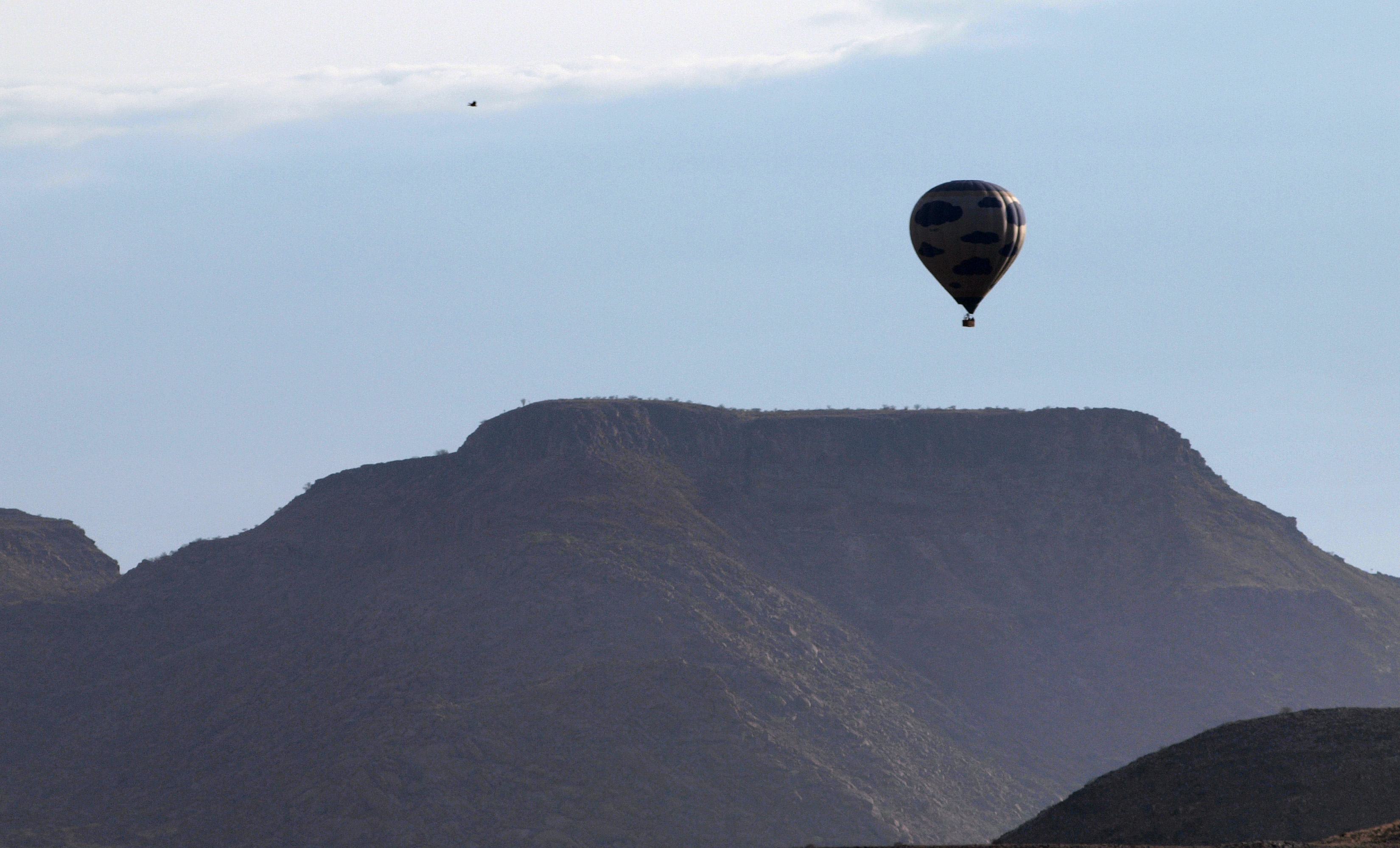
Survol du site en montgolfière